# 古拉格行动
二战中，德军和已经叛变的苏军曾计划在西伯利亚以解救并招募苏联古拉格囚犯的方式来掀起一场反苏抵抗运动古拉格行动。尽管这个计划很宏伟，但最终仅有一小队的苏联战俘于1943年6月被空投至苏联的科米共和国境内，最终在数日之后，空降部队全军覆没。

## 宏大计划
1942年中期，被关押在巴伐利亚哈默尔堡的战俘营的苏联战俘设计了古拉格行动，其主要策划者为一名前内务人民委员部军官ivan georgievich bessonov（旅级指挥官） 和一名苏联红军军官mikhael meandrov上校。该计划属于德军在苏军大后方策动反共抵抗运动的总体计划的一部分，納粹德國以古拉格系统为目标，计划从海路及空中对西伯利亚地区发动入侵，並打算从古拉格囚犯中征募更多的反苏力量，最终达成在东线开辟第二战场的目的   。
计划的涉及地区非常广大，从北德维纳河到葉尼塞河，最北直至西伯利亞鐵路，都被纳入了行动范围。策划者将这大片地区分为三个行动区：北区（北德维纳河右岸地区）、中区（伯朝拉河附近地区）以及东区（鄂畢河和叶尼塞河之间的地区）。入侵部队按计划需占领行动区内的古拉格劳改营，解放并武装营中囚犯并与他们一同向南方移动  。

## 计划的实施与结果
古拉格行动属于更大规模的齐柏林行动（operation zeppelin）的一部分，党卫队国家安全部在进行了研究之后，犹豫不决地批准了该计划。相关准备工作随即开始。150名苏联战俘被征募进了行动部队：两个人数在50-55之间的突击队、人数在20-25之间的无线电小组以及人数为20的女性人员医疗支援组。
1943年6月2日，接受了德方训练的苏联战俘先遣队（12人）装扮成内务人民委员部成员并被空投入科米共和国境内。6月9日，先遣队被真的内务人民委员部部队识破，两人死亡，其余被俘   。
德国人见计划出师不利，决定放弃整个行动。Bessonov在战俘营中创立的反共组织被解散，bessonov本人被转送进了萨克森豪森集中营 。Bessonov的组织中的部分其他成员被吸纳进了德方的其他反苏行动中，但无一取得成效。Bessonov和meandrov在战后被苏方接管后被处决  。